# Pavetta hygrophytica
Pavetta hygrophytica är en måreväxtart som beskrevs av Cornelis Eliza Bertus Bremekamp. Pavetta hygrophytica ingår i släktet Pavetta och familjen måreväxter. Inga underarter finns listade i Catalogue of Life.